# جان پاتریک کانتول
جان پاتریک کانتول (انگلیسی: John Cantwell؛ زادهٔ ۹ اکتبر ۱۹۵۶) فرد نظامی اهل استرالیا است. وی همچنین برندهٔ جوایزی همچون نشان استرالیا شده‌است.